# Peine forte et dure

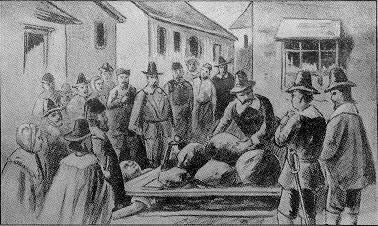
Peine forte et dure appliquée à l'encontre de Giles Corey lors du procès des sorcières de Salem.

La peine forte et dure (locution issue du français juridique médiéval) était une peine du droit anglais, instaurée en 1406, consistant en l'écrasement sous des poids. Elle sanctionnait les personnes qui, mises en accusation, refusaient tout à la fois de plaider coupable et de plaider non coupable. Celles qui abusaient de leur droit de récuser les jurés pouvaient également y être soumises. 
L'attitude qui était ainsi sanctionnée s'expliquait par le fait que les accusés qui acceptaient de plaider, dans un sens ou dans l'autre, et qui se voyaient finalement condamnés à la peine de mort, perdaient tous leurs biens au profit de la couronne. En refusant de plaider, les intéressés garantissaient une transmission successorale normale. Il s'agissait d'ailleurs moins d'une peine que d'une forme de torture, puisque le supplice cessait dès que l'accusé acceptait de plaider.
L'un des exemples les plus célèbres d'application de la « peine forte et dure » se déroula dans la colonie du Massachusetts pendant les procès des sorcières de Salem, à l'encontre de Giles Corey. Celui-ci refusa de plaider sur le procès en sorcellerie qui lui était fait et en mourut le 19 septembre 1692, en trois jours, écrasé sous les pierres. 
La peine « forte et dure » fut abolie en 1772 en Angleterre. Aujourd'hui, dans la plupart des pays de common law, le refus de plaider est réputé constituer une plaidoirie non coupable. 